# Sur la piste blanche
Pour plus de détails, voir Fiche technique et Distribution.
Sur la piste blanche (titre original : Back to God's Country) est un film muet américain réalisé par Irvin Willat, sorti en 1927.

## Synopsis
Le capitaine Blake rencontre Renée DeBois et décide de l'épouser malgré son opposition et celle du père de la jeune fille, Jean DeBois. Pour arriver à ses fins, il menace de révéler que le père a tué un précédent prétendant qui harcelait Renée. Celle-ci fait par ailleurs la connaissance de l'ingénieur Bob Stanton qui tombe amoureux d'elle et décide de l'aider à se débarrasser de Blake...

## Fiche technique
- Titre : Sur la piste blanche
- Titre original : Back to God's Country
- Réalisation : Irvin Willat
- Scénario : Charles Logue, d'après la nouvelle Wapi, the Walrus de James Oliver Curwood
- Directeur de la photographie : George Robinson
- Producteur : Carl Laemmle
- Société de production et de distribution : Universal Pictures
- Genre : Drame
- Film muet en noir et blanc – 60 min
- Date de sortie :
  - États-Unis : 23 octobre 1927

## Distribution
- Renée Adorée : Renée DeBois
- Robert Frazer : Bob Stanton
- Walter Long : Capitaine Blake
- Mitchell Lewis : Jean DeBois
- Adolph Milar : « Frenchie » Leblanc
- Jim Mason : Jacques Corbeau
- Walter Ackerman : un employé
- Flying Eagle : un indien
- Iron Eyes Cody (non crédité) : un autre indien